# Амнатос
Амна́тос (греч. Αμνάτος) — деревня в Греции на острове Крит в 17 км юго-восточнее Ретимнона, на высоте 320 м. Входит в общину (дим) Ретимни в периферийной единице Ретимни в периферии Крит. Население 156 жителей по переписи 2011 года.
Амнатос есть традиционное поселение (ΦΕΚΔ 728/1995). В Амнатос находятся дома венецианского периода.
Амнатос возможно был заселён во времена минойской цивилизации, считается что название Амнатос — минойского происхождения. Турки и венецианцы оккупировали Амнатос.
В Амнатос находятся дома венецианского периода: важной достопримечательностью является «Дверь в Амнатосе» (Το θύρωμα της Αμνάτου) с надписью на латыни INITIUM SAPIENTE TIMOR DOMINI.
Существует также народный музей. На площади деревни стоит мраморный бюст Хариклия Даскалаки (Χαρίκλεια Δασκαλάκη), героини Холокоста Аркади.

## Общинное сообщество Амнатос
В общинное сообщество Амнатос входят 3 населённых пункта и монастырь Аркади. Население 218 жителей по переписи 2011 года. Площадь 23,537 квадратных километров.
| Населённый пункт | Население (2011), человек |
| ---------------- | ------------------------- |
| Амнатос          | 156                       |
| Капсалиана       | 1                         |
| Монастырь Аркади | 6                         |
| Пикрис           | 55                        |

## Население
| Год  | Население, человек |
| ---- | ------------------ |
| 1991 | 199                |
| 2001 | 149                |
| 2011 | ↗ 156              |